# أندي ماكبرايد
أندي ماكبرايد (بالإنجليزية: Andy McBride)‏ هو لاعب كرة قدم بريطاني في مركز الدفاع، ولد في 15 مارس 1954 في كينيا. لعب مع كريستال بالاس.